# Župnija Šmartno pri Slovenj Gradcu
Župnija Šmartno pri Slovenj Gradcu je rimskokatoliška teritorialna župnija dekanije Stari trg koroškega naddekanata, ki je del nadškofije Maribor.
Župnijska cerkev je cerkev sv. Martina.
Ostale podružnične cerkve so:
- cerkev sv. Jurija
- cerkev sv. Marije